# 補体

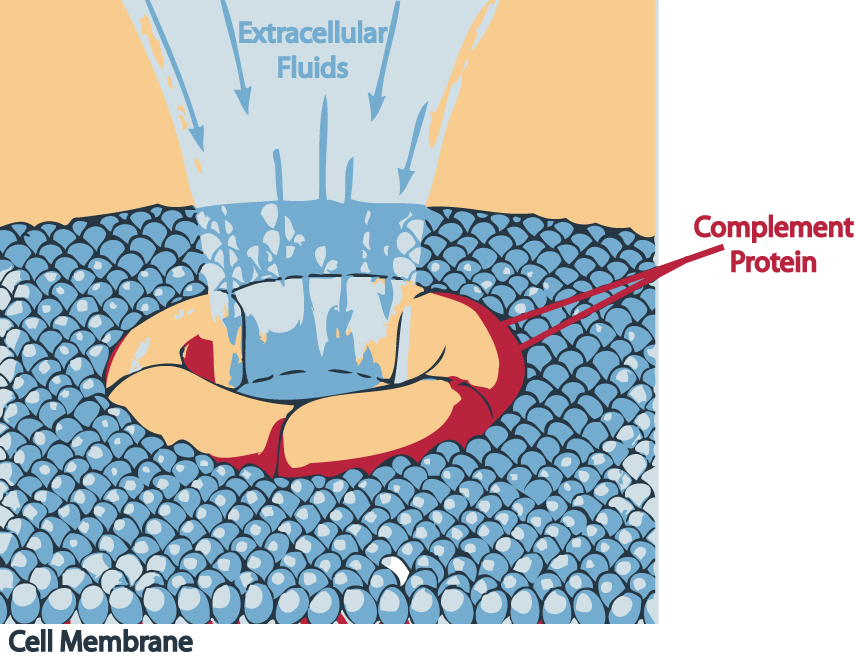
補体系が活性化されると膜侵襲複合体（MAC）により侵入病原体（細菌）は穴をあけられる。

補体（ほたい、英: complement）とは、生体が病原体を排除する際に抗体および貪食細胞を補助するという意味で命名された免疫系（補体系）を構成するタンパク質であり、補体系の役割は大きく言って下記の3つから構成されるものである。
1. 抗原のオプソニン化
2. 膜侵襲複合体による細菌の破壊
3. マクロファージ等への走化性刺激の3つである。

「補体」という名だが、進化の歴史においては、獲得免疫よりも補体の確立のほうが古い。
補体系は自然免疫に属しており、獲得免疫系のように変化することはない。
補体系は血液中の多数の小タンパク質からなり、それらは通常不活性な酵素前駆体の形で循環している。いくつかのトリガーの1つによって刺激を受けると系のタンパク質分解酵素が特定のタンパク質の分解反応を行い、サイトカインの放出を誘導し、さらに分解反応が進むようにカスケードの増幅を始める。この活性カスケードの最終結果は反応の大規模な増幅であり、細胞殺傷性の膜侵襲複合体（細胞膜傷害性複合体、MAC, membrane attack complex）の活性化である。補体系は20以上のタンパク質とタンパク質断片からなる。その中には、血清タンパク質、漿膜タンパク質、細胞膜レセプターを含む。これらのタンパク質は主に肝臓で合成され、血清のグロブリン分画の約5%を占める。
補体系の活性化には3つの生化学的プロセスがある：古典経路、副経路、マンノース結合レクチン経路である。

## 概説
補体（ほたい）とは免疫反応を媒介する血中タンパク質の一群で、動物血液中に含まれる。抗体が体内に侵入してきた細菌などの微生物に結合すると、補体は抗体により活性化され、そして細菌の細胞膜を壊すなどして生体防御に働く。補体は易熱性であり、56℃、30分の処理で失活する（非働化）。
補体と呼ばれるタンパク群には複数のタンパクがあり、英語で補体を表す "complement" の頭文字をとってC1からC9で表される。C1にはさらにC1q、C1r、C1sという3種の分子の複合体であり、その他はC5a、C5bといったような複数の分子に分解される。これらのタンパク質群が連鎖的に活性化して免疫反応の一翼を担う。
さらに、C1からC9の補体タンパク質以外にB因子、D因子などを含めた16種類のタンパク質、液性（血液中にある）の5つの調節因子（I因子、H因子、C4Bp、C1抑制因子、properdin）、細胞膜上の4種類の調節因子（CR1、CR2、membrane cofactor protein、decay accelerating factor）などのタンパク質も補体の機能の発現・調節に関与しており、これらを総称して補体系と呼ぶ。

### 古典的経路
古典（的）経路とは、C1の活性化に始まる経路のことである。体液性免疫の抗体抗原複合体に補体C1が結合することでC1が活性化する。以降も基本的に数字順に活性化するが、C4は例外的に2番目に来る。『C1→C4→C2→C3b→C5b』まで活性化され、あとはC5bにC6以降が次々と結合、最終的にC5b6789にまでなる。
C5b6789は『細胞膜傷害性複合体』あるいは膜侵襲複合体（英: membrane-attack complex、MAC）といわれ、細菌の表面に取り付き細胞膜を破壊する。この働きを免疫溶菌反応、または免疫溶菌現象という。細菌の感染に対して好中球の貪食と並び重要な機構である。

### 副経路
C3は一部の細菌に対しては抗体を介さず直接その表面に結合し、いきなりC3a、C3b活性化（→以下は古典経路と同じ）の経路をとる。この経路を副経路あるいは第2経路という。

## 歴史
19世紀後半、血清には細菌を殺すことのできる「因子」あるいは「性質」があるということが見出されていた。1894年、パリのパスツール研究所にいた若いベルギー人科学者ジュール・ボルデは、この性質は分解されて2つの要素に分かれ、一方は熱安定性、他方は易熱性をもったものであることを示した（易熱性とは血清を熱したらその効果を失うという意味である）。熱安定性をもった要素のほうは、特定の微生物に対して宿主に免疫を与えること、易熱性要素のほうは、全く正常な血清の中に保持されており、非特異的な抗微生物活性をもつことがわかった。この易熱性要素が、われわれが今日「補体」と呼んでいるものである。
「補体」（complement）という言葉は、1890年代後半に、パウル・エールリヒが、免疫系のもっと大きな理論を展開した際に構成要素の1つを表すものとして導入された。この理論によれば、免疫系を構成する細胞は抗原認識のために表面に特異的なレセプターをもっている。抗原で免疫するとこれらレセプターの形成がどんどん行われて、やがて脱落して血液中を循環する。これらレセプターは今日「抗体」と呼ばれているが、エールリヒは、その結合性に2つの機能があることを強調するため、「アンボセプター」（amboceptor、'ambo'は2つを意味する）と呼んだ。つまりそれらは特定の抗原を認識して結合し、新鮮な血液中の易熱性の抗微生物性要素をも認識し結合する。そこでこの易熱性要素を、血清中にあって免疫系の細胞を補助するという意味で補体と呼んだ。
エールリヒは抗原特異的なアンボセプター各々には特異的な補体があると信じていたが、ボルデは、補体は1タイプしかないと考えた。20世紀初めに、補体は抗原特異的な抗体との組合せでも作用するか、あるいは独自に非特異的に作用するかのどちらかだということが分かってこの論争は終結した。

## 活性化経路
3つの経路は全て互いに異なるC3転換酵素を生ずるが、それらは相同なものである。補体の古典経路は、活性化されるのに、多くは抗体を必要とする（特異的免疫応答）が、副経路およびマンノース結合レクチン経路では抗体は必要ではなくC3加水分解あるいは抗原によって活性化される（非特異的免疫応答）。3経路ともC3転換酵素がC3成分を分解して活性化し、C3aとC3bを生じ、カスケードにさらに分解および活性化の反応が起こるようにする。C3bは病原体表面に結合してオプソニン化を行い、貪食細胞による取り込みを促進する。C5aは重要な走化性タンパク質で炎症性細胞の動員を補助する。C3aもC5aもアナフィラトキシンの作用をもち、マスト細胞の脱顆粒や血管透過性の亢進、平滑筋収縮などの直接的なトリガーとなる。C5bは膜侵襲経路を開始して、C5b、C6、C7、C8および多量体のC9からなる膜侵襲複合体（MAC）を形成する。MACは補体カスケードにおける最終産物で細胞溶解性がある。標的細胞に膜貫通性チャンネルを形成し、浸透圧を利用した溶解作用を起こす。クッパー（Kupffer）細胞や他のマクロファージタイプの細胞は、表面が補体まみれになった病原体を排除する手助けをする。自然免疫を構成する一部として、補体カスケードの要素は脊椎動物より古い種に見出すことができる。最近の知見では補体系の起源は以前考えられていたよりもずっと古い時代に遡り、前口動物のカブトガニに見出されることがわかった。

### 古典経路

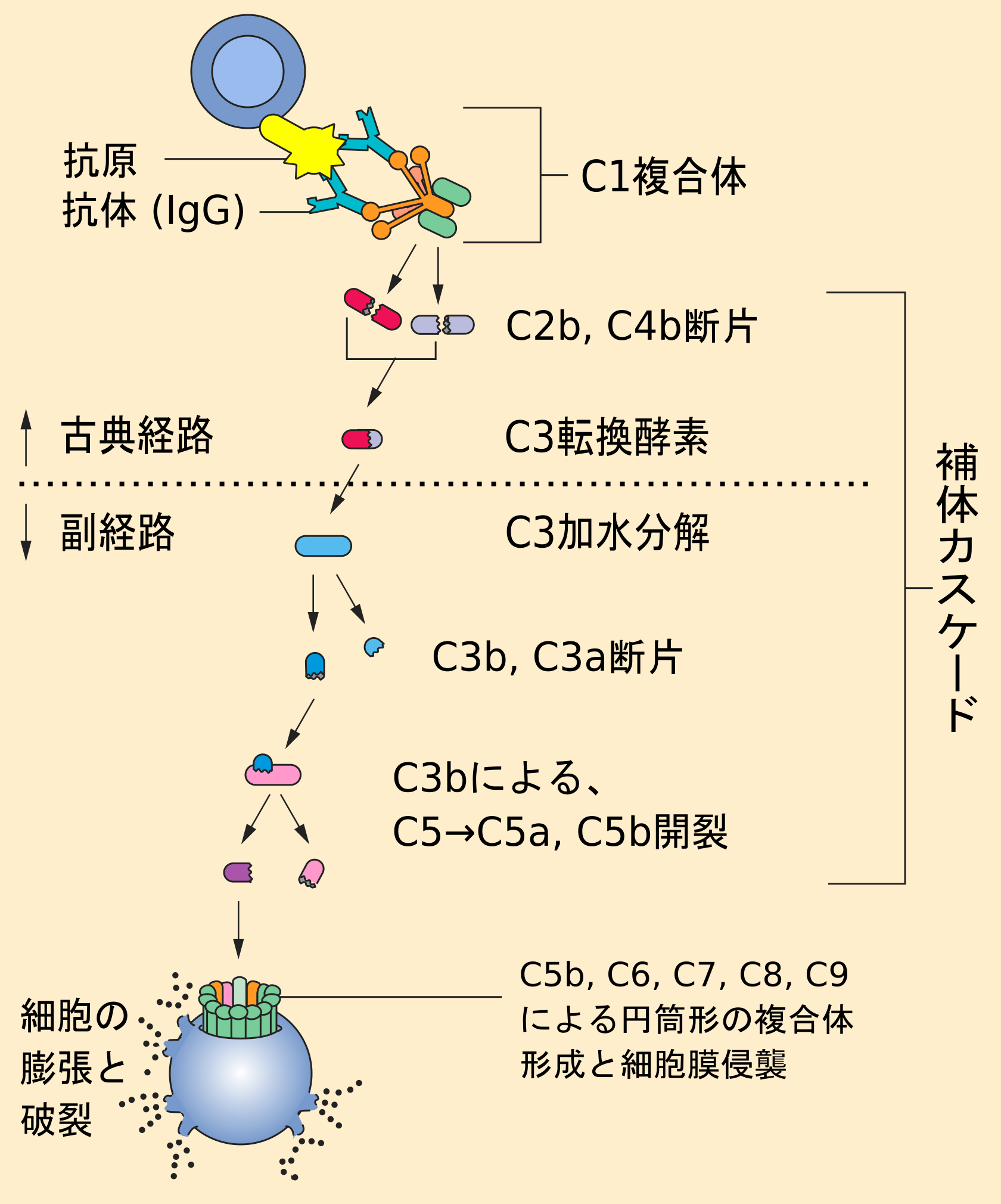
補体系の古典経路および副経路

古典経路 (英: Classical pathway) の開始はC1複合体（C1q、C1r、C1s）の活性化がトリガーであり、抗原と複合体を形成したIgMやIgGにC1qが結合したときに起こる（IgMは1つで経路を開始するが、IgGの場合は複数必要である）。あるいはC1qが病原体表面に直接結合した場合にも活性化する。このような結合はC1q分子に高次構造の変化をもたらし2つのC1r（セリンタンパク質分解酵素）分子を活性化する。次にこれらがC1s（こちらもセリンタンパク質分解酵素である）分子を分解する。C1複合体はC4続いてC2に結合してこれらを分解しC2aとC4bを生ずる。C1rとC1sの阻害はC1阻害分子が行う。C4bとC2aは結合して古典経路でのC3転換酵素を形成する（C4b2a複合体）。これはC3をC3aとC3bに分解するのを促し、後者はC2aとC4b（つまりC3転換酵素）と会合してC5転換酵素となる。
C5aとC3aはマスト細胞の脱顆粒を開始させる。C5b、C6、C7、C8、C9からなる複合体（C5b6789）はMACといわれる膜侵襲複合体を作る。これは細胞膜の中に埋め込まれ、パンチのように穴を開け、細胞溶解を始める。
C3転換酵素は補体制御因子である崩壊促進因子（DAF）で阻害される。この因子はGPIアンカーを用いて赤血球の細胞膜に結合する。

### 副経路
副経路（英: Alternative pathway）は病原体表面で直接C3の加水分解が行われることで開始する。他の経路のように病原体に結合したタンパク質は必要ではない。C3は肝臓で作られ血液中の酵素でC3aとC3bに分解される。もし病原体が血液中にいないならC3aもC3bいずれのタンパク質断片も不活性化される。しかし、近くに病原体がいたらC3bの中には病原体の細胞膜に結合するものがある。そうすると次にB因子に結合する。この複合体は次にD因子によって分解されてBaおよび副経路でのC3転換酵素Bbとなる（副経路のC3転換酵素はC3bBbであるとする考えもある）。
C3bBb複合体は病原体の表面に吸着しており、加水分解によってC3をC3aとC3bに切断する。その結果病原体に吸着するC3bBbの数が増幅される。
C3の加水分解が終わるとC3b複合体はC3bBbC3bとなり、これはC5を分解してC5aとC5bに分ける。これにより古典経路と同様、MACが形成されることになる。

### レクチン経路
レクチン経路（マンノース結合レクチン（Mannose-Binding Lectin、MBL）経路、MBL-MASP、英: Lectin pathway）は古典経路に相同であって、C1qの代わりにオプソニン、マンノース結合レクチン、フィコリンを使う。この経路はマンノース結合レクチンが病原体表面のマンノース残基に結合することによって活性化される。これはMBL関連セリンタンパク質分解酵素であるMASP-1とMASP-2（それぞれC1rとC1sに似ている）を活性化しC4を分解してC4aとC4bに分け、C2を分解してC2aとC2bに分ける。C4bとC2aは古典経路と同じく、結合してC3転換酵素を形成する。これにより古典経路と同様、C5転換酵素であるC4b2a3bが形成され、以降古典経路と同様に進行する。
フィコリンはMBLに相同でMASPを介して同様な機能を果たす。無脊椎動物では適応免疫系はないのでフィコリンが幅を利かせており、病原体識別分子がないということを埋め合わせするように広範囲の結合特性をもっている。

## 補体系の制御
補体系は宿主細胞にきわめて強力な傷害作用を与える可能性がある。このことは活性化が強力に制御されていることを意味する。補体系は補体制御因子（補体制御タンパク質）によって制御されている。これらは血液の血漿に補体タンパク質以上に高濃度で含まれており、補体制御因子の中には、細胞が補体のターゲットとならないよう、細胞の膜表面に存在するものもある。CD59はMAC形成時にC9の重合を阻害する。CD46(MCP)はC3bとC4bを分解する。DAFはC3の活性化を阻止する。補体制御因子は、異種移植において注目されている。ブタにヒトの補体制御因子を組み込むことで、ブタからヒトへの臓器移植時の拒絶反応が軽減される。

## 病気での役割
補体系は他の免疫性要素とともに多くの病気の原因となっていると考えられている。例を挙げるとBarraquer-Simons症候群、喘息、紅斑性狼瘡、糸球体腎炎、様々な関節炎、自己免疫性心臓病、多発性硬化症、炎症性大腸炎、虚血再灌流障害等である。アルツハイマー病やその他の神経変性病態を示す中枢神経系の病気にも、補体系が関与しているのではないかという疑いは次第に高まっている。
経路の最終段階のところの欠損によって自己免疫病と感染症の両方に罹りやすくなる場合もある（特にナイセリア髄膜炎ではC56789複合体がグラム陰性菌を攻撃する際の役割に原因があって）。
補体制御因子のH因子と補体調節蛋白の突然変異は非典型的溶血性尿毒症症候群に関係がある。さらにH因子によく見られる単一ヌクレオチド多型（Y402H）は眼の習慣病の年齢に関連した黄斑変性症と相関がある。両病気とも、最近の知見では宿主の表面での補体の異常活性に原因がある。

## 感染症による変調
最近の研究によってHIV/AIDSにおいて、補体系が操作され患者の身体にいっそうの傷害を与えていることが示唆されている。

## 追加説明図
（英語版の図版のポーランド語翻訳待ち）

## 代表的な補体とその働き
以下にその代表的なものを示す。
| C1q      | 標的の蛋白や表面に結合し、補体反応の基点となる。免疫複合体の形成。第1染色体短腕（1p34）にコードされる。                      |
| C1r・C1s | セリンプロテアーゼ（蛋白分解酵素の1グループ）であり、C4、C2を分解して活性化する。12番染色体短腕（12p13付近）にコードされる。 |
| C2・C4   | C4b2a複合体を作り、C3を活性化する。免疫複合体の除去作用を持つ。                                                              |
| C3       | C3b4b2a複合体を構築し、C3/C5転換酵素となる。C5b以降の補体の活性化作用を持つ。                                                |
| C3a、C5s | マスト細胞を刺激してケミカルメディエーターを遊離させ、即時型反応（通称アナフィラキシー）を起こす（アナフィラトキシン）。     |
| C3b      | 異物に結合し、好中球やマクロファージの貪食能を上昇させる（オプソニン化）                                                     |
| C5a      | 好中球を炎症部位に呼び寄せるケモカイン（遊走因子）。                                                                         |
| C5b6789  | 細菌の細胞膜を破壊、免疫溶菌反応を起こす。                                                                                   |

## 引用文献
1. ↑  河本宏『もっとよくわかる! 免疫学』、2018年5月30日 第8刷、156ページ
2. 1 2  Janeway CA Jr., Travers P, Walport M, Shlomchik MJ (2001). Immunobiology. (5th ed. ed.). Garland Publishing. (via NCBI Bookshelf) ISBN 0-8153-3642-X
3. ↑  Goldman AS, Prabhakar   BS (1996). The Complement System. in: Baron's Medical Microbiology (Baron S et al, eds.) (4th ed. ed.). Univ of Texas Medical Branch. (via NCBI Bookshelf) ISBN 0-9631172-1-1
4. ↑  『異種移植』みすず書房、2022年11月1日。
5. ↑  Dragon-Durey MA, Fre'meaux-Bacchi V (2005). “Atypical haemolytic uraemic syndrome and mutations in complement regulator genes”. Springer Semin. Immunopathol. 27 (3):  359--74. doi:10.1007/s00281-005-0003-2. PMID 16189652.
6. ↑  Zipfel PF, Misselwitz J, Licht C, Skerka C (2006). “The role of defective complement control in hemolytic uremic syndrome”. Semin. Thromb. Hemost. 32 (2):  146--54. doi:10.1055/s-2006-939770. PMID 16575689.
7. ↑  Mooijaart SP, Koeijvoets KM, Sijbrands EJ, Daha MR, Westendorp RG (2007). “Complement Factor H polymorphism Y402H associates with inflammation, visual acuity, and cardiovascular mortality in the elderly population at large”. Experimental Gerontology 42:  1116. doi:10.1016/j.exger.2007.08.001. PMID 17869048.
8. ↑  Bolger MS, Ross DS, Jiang H, Frank MM, Ghio AJ, Schwartz DA, Wright JR, Complement Levels and Activity in the Normal and LPS-Injured Lung, American Journal of Physiology: Lung Cellular and Molecular Physiology. 2006 Oct 27; PMID 17071722
9. ↑  Datta PK, Rappaport J, HIV and Complement: Hijacking an immune defence, Biomedicine and Pharmacotherapy, 2006 Nov; 60(9):561-568 PMID 16978830